# Malangwa
Malangwa of Malangawa is een stad (Engels: municipality; Nepalees: nagarpalika) in het zuiden van Nepal, en tevens de hoofdstad van het district Sarlahi.
De stad ligt op 0,7 kilometer van de Indiase grens en op 97 kilometer ten zuidoosten van de hoofdstad Kathmandu.